# Thiên hoàng Daigo
Thiên hoàng Đề Hồ (醍醐天皇 (Đề Hồ Thiên hoàng) Daigo-tennō) (6 tháng 2 năm 885 – 23 tháng 10 năm 930) là vị thiên hoàng thứ 60 của Nhật Bản, theo Danh sách Thiên hoàng truyền thống. Ông trị vì từ năm 897 đến 930, sau đó truyền ngôi cho con là Suzaku và xuất gia đi tu theo Phật giáo. Lăng Daigo được gọi là Hậu Sơn Khoa lăng (後山科陵) và hiện còn tồn tại ở Fushimi-ku, Kyoto.

## Phả hệ
Daigo có tên húy Atsuhito (敦仁, Đồn Nhân) và được gọi là Atsuhito-shinnō (敦仁親王, Đôn Nhân Thân vương). Ông là con trưởng của Thiên hoàng Uda với Fujiwara no Taneko, con gái Nội đại thần Fujiwara no Takafui. Năm 897, Uda nhường ngôi cho Atsuhito và lên làm Thái thượng hoàng.
Atsuhito, tức Thiên hoàng Daigo, có 21 người vợ. Họ sinh hạ 36 người con trai và con gái cho ông.

## Các sự kiện dưới thời Daigo
Năm 898, Daigo (Đề Hồ) đổi niên hiệu từ Khoan Bình thành Xương Tai, mở đầu một triều đại kéo dài 34 năm. Khác với phần lớn các vua Nhật trong thời đại này, Daigo đích thân trị nước, không dựa dẫm vào các nhiếp chính thuộc dòng họ Fujiwara, dù bản thân Daigo cũng có dòng máu Fujiwara.
- Năm Khoan Bình thứ chín, mồng 3 tháng 7 âm lịch (897): Năm thứ 10 thời Thiên hoàng Uda (宇多天皇10年, Vũ Đa Thiên Hoàng 10 Niên), Uda nhường ngôi cho Thân vương Atsuhito và lên làm Thái thượng hoàng.[5]
- Năm Khoan Bình thứ chín, mồng 5 tháng 7 âm lịch (897): Thiên hoàng Daigo làm lễ đăng quang ("sokui").[6]

Vua Đại Vĩ Hài của vương quốc Bột Hải tiếp tục bang giao với Nhật Bản (đời Thiên hoàng Daigo).
- Năm Xương Tai thứ hai, mồng 1 tháng 11 âm lịch (899): Thời tiết từ mùa thu chuyển sang đông chí, quan lại khắp nước lục tục đến thủ đô Heian-kyo bái yết Thiên hoàng.[7]
- Năm Xương Tai thứ ba, mồng 3 tháng 1 âm lịch (900): Daigo đi thăm Thượng hoàng Uda tại nơi Uda an trú sau khi từ ngôi.[8]
- Năm Xương Tai thứ ba, vào tháng thứ mười (900): Thượng hoàng Uda đi chơi núi Kōya (Cao Dã Sơn (高野山 , Kōya-san?)) ở vùng đất nay là huyện Wakayama, phía bắc Ōsaka. Uda viếng thăm các đền miếu ven sườn núi.[9]
- Năm Diên Hỉ thứ nhất, mồng 1 tháng 1 âm lịch (901): Nhật thực xảy ra tại Nhật Bản.[9]
- Năm Diên Hỉ thứ nhất, tháng 1 âm lịch (901): mâu thuẫn nảy sinh giữa chính phủ với Sugawara Michizane. Không có nhiều sử liệu về vụ việc này vì Thiên hoàng đã sai đốt những văn kiện liên quan.[4]
- Năm Diên Hỉ thứ năm, tháng 4 âm lịch (905): Ki-no Tsurayuki biên soạn bộ sưu tập thơ Kokin Wakashū và dâng lên Thiên hoàng.[10]
- Năm Diên Hỉ thứ sáu, (906): vua Đại Nhân Soạn vừa lên ngôi vua của vương quốc Bột Hải thì lập tức phái đoàn sứ giả sang Nhật Bản (đời Thiên hoàng Daigo) để bang giao, tiếp tục duy trì mối giao thiệp giữa vương quốc Bột Hải và Nhật Bản. Theo nhà sử học Nhật Bản Shiratori Kurakichi, 26 trong số 85 sứ giả từng được vương quốc Bột Hải cử đến Nhật Bản mang họ điển hình của Cao Câu Ly là họ Cao (Go), họ vẫn thường được sử dụng ở Hàn Quốc và Triều Tiên ngày nay, cho thấy sự hiện diện đáng kể của Cao Câu Ly trong văn hóa của vương quốc Bột Hải.[11]
- Năm Diên Hỉ thứ chín, tháng 4 âm lịch (909): Tả đại thần Fujiwara no Tokihira chết ở tuổi 39. Thiên hoàng truy tặng Tokihira chức "nhiếp chính".[10]

Trong thời kỳ này vua Chân Huyên của Hậu Bách Tế cử sứ thần sang Nhật Bản (đời Thiên hoàng Daigo) để giao thương giữa hai nước.
- Năm Diên Hỉ thứ mười tám (918): hoàng đế Gia Luật A Bảo Cơ của Đại Khiết Đan quốc tiến hành xâm lược vương quốc Bột Hải (đời vua Đại Nhân Soạn) trên diện rộng. Vua Đại Nhân Soạn đã gửi hai sứ giả đến hai quốc gia láng giềng là Tân La (đời vua Tân La Cảnh Minh Vương) và Nhật Bản (đời Thiên hoàng Daigo) để yêu cầu họ giúp đỡ vương quốc Bột Hải trong việc chống lại Đại Khiết Đan quốc, nhưng Thiên hoàng Daigo và vua Tân La Cảnh Minh Vương đều từ chối lời đề nghị đó.
- Năm Diên Trường thứ ba, đầu năm (925): núi Trường Bạch (Baekdu, Bạch Đầu trong tiếng Triều Tiên) thuộc Áp Lục phủ trong lãnh thổ vương quốc Bột Hải (đời vua Đại Nhân Soạn) đã phun trào núi lửa một cách khủng khiếp vào thế kỷ thứ X (có khả năng là trong thời gian từ đầu năm 925 đến năm 947),[12][13][14][15][16][17] ngọn núi khi đó nằm ở trung tâm của vương quốc Bột Hải. Núi Trường Bạch hiện vẫn còn một trong các hõm chảo núi lửa lớn nhất thế giới là Thiên Trì. Tro tàn của vụ phun trào này có thể tìm thấy trên một khu vực rộng lớn, thậm chí là trong lớp trầm tích tại miền bắc Nhật Bản (đời Thiên hoàng Daigo). Vụ nổ đã tạo ra một số lượng rất lớn tro núi lửa, gây thiệt hại nông nghiệp và tính ổn định của xã hội Bột Hải.
- Năm Diên Trường thứ tư, đầu năm (926): vương quốc Bột Hải bị Đại Khiết Đan quốc (đời vua Gia Luật A Bảo Cơ) tiêu diệt. Mối giao thiệp giữa vương quốc Bột Hải và Nhật Bản kết thúc từ đây.
- Năm Diên Trường thứ bảy, tháng 8 âm lịch (929): Nhiều trận lụt xảy ra khiến nhiều người thiệt mạng.[18] Cũng trong năm này, để tiếp tục quan hệ hữu nghị giữa Bột Hải và Nhật Bản, Đông Đan của vua Gia Luật Bội đã cử một phái đoàn ngoại giao qua Biển Nhật Bản trong năm 929. Triều đình Nhật Bản ở Kyoto (đời Thiên hoàng Daigo) đã từ chối phái đoàn của Đông Đan vì lòng trung thành với vương quốc Bột Hải cũ.[19]
- Năm Diên Trường thứ tám, ngày 26 tháng 6 âm lịch (930): Một đám mây đen lớn từ núi Atago ùn ùn kéo đến Heian-kyo, kèm theo sấm sét dữ dội. Sét đánh trúng cung vua. Các đại thần Fuijwara-no Kiyotsura (còn gọi là Miyoshi no Kiyoyuki) và Taira-no Mareyo cùng nhiều quan nhỏ thiệt mạng, xác của họ đều bị thiêu rụt trong các vụ cháy lớn sau đó. Người ta tin rằng đây là sự trả thù của linh hồn Sugawara Michizane (viên quan thất sủng đã chết từ năm 903).[20]
- Năm Diên Trường thứ tám, ngày 22 tháng 9 âm lịch (930): Năm thứ 34 (醍醐天皇34年, Đề Hồ Thiên Hoàng 34 niên), Daigo bệnh nặng. Thấy mình không sống được lâu hơn, Thiên hoàng nhường ngôi cho con là Hiroakira, tức Thiên hoàng Suzaku (Chu Tước Thiên hoàng).[21]
- Năm Diên Trường thứ tám, ngày 29 tháng 9 âm lịch (930): Đầu ngày, Thượng hoàng Daigo làm lễ xuất gia theo Phật giáo, lấy pháp danh Hō-kongō. Không lâu sau, Hō-kongō viên tịch ở tuổi 46.[22] Hō-kongō được mai táng trong vườn sân của chùa Daigo (Daigo-ji), vì vậy triều đình tôn cho ông thuỵ hiệu là Thiên hoàng Daigo (Daigo-tennō).[18]

Daigo đã cho xây nhiều đại sảnh ở chùa Daigo, tiêu biểu là đại sảnh Yakushi.

#### Công khanh(Kugyō)
Công Khanh (Kugyō, 公卿) là thuật ngữ chỉ một nhóm người có quyền lực lớn vây quanh vua Nhật trước thời Minh Trị. Thôn thường, Công khanh chỉ bao gồm từ 3 đến 4 người. Họ xuất thân là con cháu quan lại được thừa ấm, được thăng quan tiến chức nhờ kinh nghiệm và xuất thân. Thời vua Daigo, nhóm Công khanh trong chính phủ bao gồm:
- Tả Đại Thần, Fujiwara no Tokihira (藤原時平), 871-909.[24]
- Tả Đại Thần, Fujiwara no Tadahira (藤原忠平), 880-949.[24]
- Hữu Đại Thần, Sugawara no Michizane (菅原道真), 845-901.[24]
- Hữu Đại Thần, Minamoto no Hikaru (源光), 845-913.[24]
- Hữu Đại Thần, Fujiwara no Tadahira.[24]
- Hữu Đại Thần, Fujiwara no Sadakata (藤原定方), 873-932.[24]
- Nội Đại Thần, Fujiwara no Takafuji (藤原高藤), 838-900.[24]
- Đại Nạp Ngôn

## Niên hiệu
Trong thời trị vì của mình, Daigo đã đặt 4 niên hiệu (nengō) sau.
- Khoan Bình (889-898)
- Xương Tai (898-901)
- Diên Hỉ (901-923)
- Diên Trường (923-931)

## Gia quyến
Hoàng hậu: Fujiwara no Onshi (藤原穏子) (885-954), con gái của Quan bạch Fujiwara no Mototsune (藤原基経)
- Thân vương Yasuakira (保明親王) (903-923) (con trai thứ), được Daigo phong làm Thái tử, tức là "Văn Hiến Ngạn Thái Tử" (Bunkengentaishi, 文献彦太子)
- Nội Thân vương Koushi (康子内親王) (919-957), cưới Hữu Đại Thần Fujiwara no Morosuke (藤原師輔)
- Thân vương Yutaakira (寛明親王) (923-952) (Chu Tước Thiên hoàng)
- Thân vương Nariakira (成明親王) (926-967) (Thôn Thượng Thiên hoàng)

Phi: Nội Thân vương Ishi (為子内親王) (？-899), con gái của Quang Hiếu Thiên hoàng
- Nội Thân vương Kanshi (勧子内親王) (con gái thứ nhất) (899-910)

Nữ ngự: Minamoto no Washi (源和子) (?-947), con gái của Thiên hoàng Quang Hiếu
- Nội Thân vương Keishi (慶子内親王) (903-923) (con gái thứ bốn), kết hôn với Thân vương Atsukata (con trai của Thiên hoàng Uda)
- Thân vương Tsuneakira (常明親王) (906-944) (con trai thứ năm)
- Thân vương Noriakira (式明親王) (907-967) (con trai thứ sáu)
- Thân vương Ariakira (有明親王) (910-961) (con trai thứ bảy)
- Nội Thân vương Shōshi (韶子内親王) (918-980), Nữ giáo sĩ tối cao thứ 13 của Thần cung Kamo 921-930; về sau, cưới Tachibana no Korekaze (橘惟風)
- Nội Thân vương Seishi/Tadako (斉子内親王) (921-936), Giáo sĩ tối cao thứ 27 của Thần cung Ise 936, nhưng cô đã không đến được Ise vì cái chết của cô.

Nữ ngự: Fujiwara no Nōshi (藤原能子) (?-964), con gái của Hữu Đại Thần Fujiwara no Sadakata (藤原定方); về sau, cưới Fujiwara no Saneyori (藤原実頼)
Nữ ngự: Thị nữ Fujiwara no Wakako (藤原和香子) (?-935), con gái của Đại Nạp Ngôn Fujiwara no Sadakuni (藤原定国)
Canh y: Một người con gái của Minamoto no Noboru (源昇の娘)
- Thân vương Shigeakira (重明親王) (906-954) (con trai thứ bốn), tác giả của Ribuōki (吏部王記)

Canh y: Nữ vương Manshi (満子女王) (?-920), con gái của Vương tước Sukemi (輔相王)
- Nội Thân vương Shūshi (修子内親王) (905/6-933) (con gái thứ tám), kết hôn với Thân vương Motoyoshi (con trai của Thiên hoàng Đương Thành)
- Nội Thân vương Fushi (普子内親王) (909-947), kết hôn với Minamoto no Kiyohira (源清平), tái hôn với Fujiwara no Toshitsura (藤原俊連)
- Minamoto no Genshi (源厳子) (916-?)

Canh y: Fujiwara no Yoshihime (藤原淑姫) (?-949), con gái của viên quan Fujiwara no Sugane (藤原菅根)
- Thân vương Nagaakira (長明親王) (913-953) (con thứ chín)
- Thân vương Kaneakira (兼明親王) (914-987) (con thứ 11), củng gọi là Tiền Trung Thư Vương (saki no chūshoō, 前中書王). Chūshoō nghĩa là Trưng Vụ Khanh (Nakatsukasa-kyō, 中務卿).
- Minamoto no Yoriakira (源自明) (918-958)
- Nội Thân vương Hideko (英子内親王) (921-946), Nữ Giáo sĩ tối cao thứ 29 của Thần cung Ise 946, nhưng cô đã chết trước khi đến được Thần cung Ise.

Canh y: Minamoto no Chikako (源周子) (?-935), con gái của Tả Đại Biện Minamoto no Tonau (源唱)
- Nội Thân vương Kinshi (勤子内親王) (904-938) (con gái thứ năm), kết hôn với Hữu Đại Thần Fujiwara no Morosuke (藤原師輔)
- Nội Thân vương Miyako (都子内親王) (905-981) (con gái thứ bảy)
- Nội Thân vương Toshiko (敏子内親王) (906-?)
- Nội Thân vương Masako (雅子内親王) (909-954) (con gái thứ mười), Nữ Giáo sĩ tối cao thứ 26 trong Thần cung Ise 932-936; về sau, kết hôn với Hữu Đại thần Fujiwara no Morosuke(藤原師輔)
- Thân vương Tokiakira (時明親王) (912-927) (con trai thứ tám)
- Minamoto no Takaakira (源高明) (914-983) (con trai thứ mười), còn gọi là Tây cung (Nishinomiya, 西宮) Tả Đại Thần
- Minamoto no Kenshi (源兼子) (915-949), rời khỏi Hoàng gia năm 921, được Thiên hoàng đặt họ mới ("Tứ Tính Hàng Hạ", Shisei Kōka, 賜姓降下) năm 921
- Thân vương Moriakira (盛明親王) (928-986), nhận họ 'Minamoto' từ Thiên hoàng ("Tứ Tính Hàng Hạ", Shisei Kōka, 賜姓降下); về sau, Thân vương năm 967.

Canh y: Minamoto no Fūshi/Kaneko (源封子) (?-?), con gái của viên quan Minamoto no Motomi (源旧鑒)
- Nội Thân vương Nobuko (宣子内親王) (902-920) (con gái thứ hai), Nữ Giáo sĩ tối cao thứ 12 của Thần cung Kamo 915-920
- Thân vương Yoshiakira (克明親王) (903-927) (con trai thứ nhất), cha của nhạc sĩ Minamoto no Hiromasa (源博雅)
- Nội Thân vương Seishi (靖子内親王) (915-950), rời khỏi Hoàng gia năm 921, được Thiên hoàng đặt cho họ mới ("Tứ Tính Hàng Hạ", Shisei Kōka, 賜姓降下); sau này, Nội Thân Vương năm 930. Cô kết hôn với Fujiwara no Morouji (藤原師氏)

Canh y: Fujiwara no Senshi (藤原鮮子) (?-915), con gái của Y Dữ Giới (Iyonosuke, 伊予介) Fujiwara no Tsuranaga(藤原連永)
- Nội Thân vương Takako/Kyōshi (恭子内親王) (902-915) (con gái thứ ba), Nữ Giáo sĩ tối cao thứ 11 của Thần cung Kamo 903-915
- Thân vương Yoakira (代明親王) (904-937) (con trai thứ ba)
- Nội Thân vương Yoshiko/Enshi (婉子内親王) (904-969) (con gái thứ sáu), Nữ Giáo sĩ tối cao thứ 14 của Thần cung Kamo 932-967

Canh y: Fujiwara no Kuwako (藤原桑子) (?-?), daughter of Trung Nạp Ngôn Fujiwara no Kanesuke (藤原兼輔)
- Thân vương Akiakira (章明親王) (924-990)

Canh y: Một người con gái của Minamoto no Toshimi (源敏相の娘)
- Minamoto no Nobuakira (源允明) (919-942)

Canh y: Một người con gái của Fujiwara no Korehira (藤原伊衡の娘)
- Minamoto no Tameakira (源為明) (927-961)

## Văn học nghệ thuật
Daigo là vua đầu tiên của Nhật cho biên soạn bộ thi tuyển riêng của thời đại mình, cuốn Cổ kim tập (古今集 Kokinshu, hay 古今和歌集 Kokin Wakashu, năm 905/914). Tập thơ 20 quyển, 1111 bài đánh dấu sự khởi đầu của thời kỳ thi ca quốc âm cổ điển Nhật Bản này là hợp tuyển thơ waka bằng chữ kana quan trọng nhất, trở thành quy phạm cho 20 tập thơ soạn theo chiếu chỉ sau đó (gọi là các sắc soạn tập).